# Calcinea
Calcinea – podgromada gąbek (Porifera) z gromady gąbek wapiennych (Calcarea) charakteryzujących się symetrycznymi, trój- lub czteropromiennymi igłami oraz larwą typu celoblastuli.

## Rzędy
- Clathrinida
- Murrayonida

Rodziny wyróżniane czasem jako rząd Leucettida są przez część systematyków włączane do Clathrinida.

## Przypisy

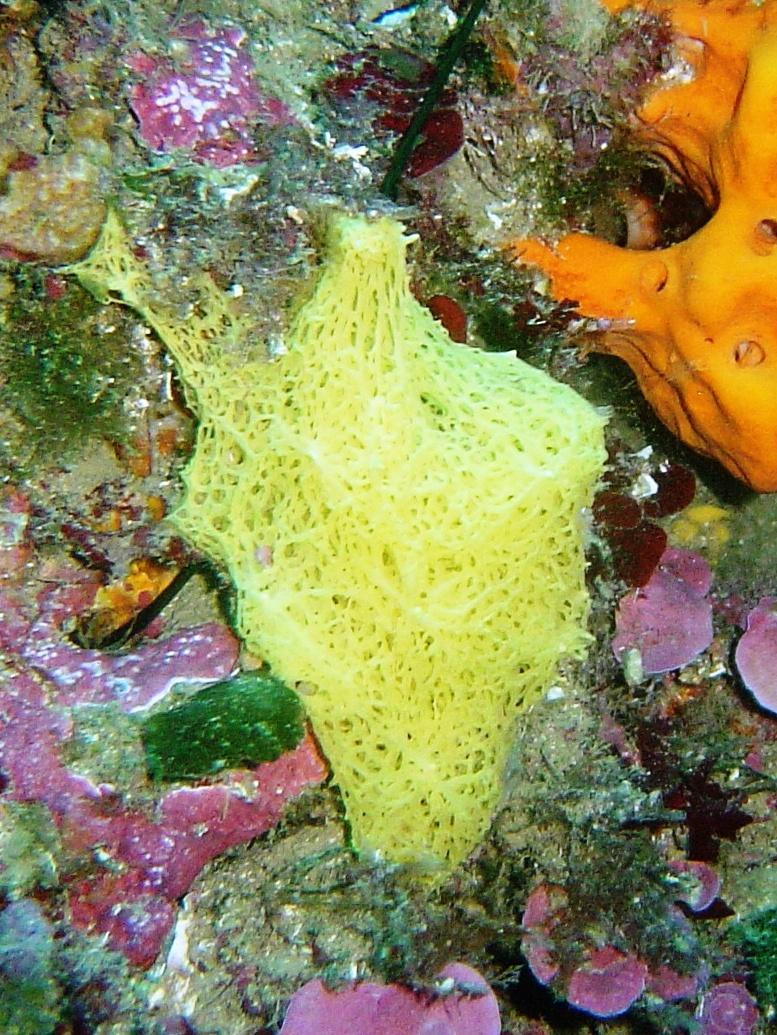
Clathrina clathrus